# عمار ريحاوي
عمار ريحاوي لاعب كرة قدم سوري سابق، من مواليد حلب بدا مسيرته في نادي الاتحاد الحلبي الذي لعب له في كافة الفئات العمرية.
يعمل حاليا مساعد لمدرب نادي الصفاء اللبناني.

## وصلات خارجية
- عمار ريحاوي على موقع الاتحاد الدولي (مؤرشف)  (الإنجليزية)
- عمار ريحاوي على موقع قاعدة بيانات كرة القدم.إي يو (الإنجليزية)